# Dar Fur - Vojna za vodo
Dar Fur - Vojna za vodo je slovenski dokumentarni film iz leta 2008 v režiji in po scenariju Toma Križnarja in Maje Weiss. Film prikazuje ozadje Darfurske krize in resnične vzroke za spopade na tem območju. Film je bil nominiran za najboljši dokumentarni film na Varšavskem filmskem festivalu leta 2008.